# کاتپسین
کاتپسین (انگلیسی: Cathepsin) گروهی از آنزیم‌های پروتئاز هستند که پروتئین‌ها را تجزیه می‌کنند و در بسیاری از جانداران دیده می‌شوند. در زبان یونانی باستان kata به معنای نزول یا پائین و hepsein به معنای جوشاندن یا آب‌پز کردن است. این خانوادهٔ آنزیمی چندین عضو دارد که به‌واسطهٔ ساختار، نحوهٔ عملکرد و مادهٔ هدف، از هم تمیز داده می‌شوند. بیشتر اعضای این خانواده در شرایط اسیدی (پی‌اچ پائین) که در لیزوزوم‌ها مهیاست، فعال می‌شوند و در نتیجه، فقط داخل این اندامک‌ها (که چنینی شرایط اسیدی دارند) فعالیت دارند. تنها استثنای این قاعده، کاتپسین K است که در فضای خارج‌سلولی بدنبال ترشح از استئوکلاست‌ها فعالیت می‌کند. این خانوادهٔ آنزیمی نقش مهمی در عملکرد و تغییروتحولِ سلولی ایفا می‌کنند.

## انواع
- Cathepsin A (سرین پروتئاز)
- Cathepsin B (سیستئین پروتئاز)
- کاتپسین سی (سیستئین پروتئاز)
- Cathepsin D (آسپارتیک پروتئاز)
- Cathepsin E (آسپارتیک پروتئاز)
- Cathepsin F (سیستئین پروتئاز)
- کاتپسین جی (سرین پروتئاز)
- کاتپسین اچ (سیستئین پروتئاز)
- Cathepsin K (سیستئین پروتئاز)
- Cathepsin L1 (سیستئین پروتئاز)
- Cathepsin L2 (یا V) (سیستئین پروتئاز)
- Cathepsin O (سیستئین پروتئاز)
- Cathepsin S (سیستئین پروتئاز)
- Cathepsin W (سیستئین پروتئاز)
- Cathepsin Z (یا X) (سیستئین پروتئاز)

## اهمیت بالینی
- سرطان؛ کاتپسین D، یک محرک تقسیم سلولی و کاهش دهندهٔ اثرات ضد تومور سیستم ایمنی است. کاتپسین B و L هم در تخریب ماتریکس و تهاجم سلولی نقش دارند.[۱]
- سکته مغزی[۲]
- بیماری آلزایمر[۳]
- التهاب مفصل[۴]
- بیماری ویروسی ابولا؛ کاتپسین B و به میزانِ کمتری کاتپسین L برای ورود ویروس ابولا به بدن میزبان ضروری هستند.[۵]
- بیماری مزمن انسدادی ریه
- پریودنتایتیس مزمن
- پانکراتیت
- چندین بیماری چشمی: قوز قرنیه، جداشدگی شبکیه، دژنراسیون وابسته‌به‌سن ماکولا و آب‌سیاه[۶]

## پیوند به برون
- Cathepsins در سرعنوان‌های موضوعی پزشکی (MeSH) در کتابخانهٔ ملی پزشکی ایالات متحدهٔ آمریکا